# Дорн, Бабетта
Бабетта Дорн (нем. Babette Dorn; род. 1966, Брауншвейг) — немецкая пианистка и музыковед.

## Биография
Окончила Детмольдскую высшую школу музыки у Ренаты Кречмар-Фишер, затем совершенствовалась у К.Рихтера в Штутгарте, у Ф. Гей (итал. Franco Gei) в Милане, посещала мастер-классы П. Бадуры-Шкоды, Л. Бермана, Дж. Себека. Концертирует как солистка и в составе различных камерных ансамблей, а также выступает с концертами-лекциями. Уделяет много внимания воскрешению малоизвестных и полузабытых произведений XX века: особенный резонанс вызвала работа Дорн с сочинениями Ильзе Фромм-Михаэльс — помимо записи альбома с фортепианными сочинениями композитора Дорн опубликовала также несколько статей о ней. Кроме того, среди записей Дорн — произведения Леопольда Годовского, Марио Кастельнуово-Тедеско. В 2006—2007 гг. Дорн выпустила три альбома с фортепианными переложениями оперной музыки Моцарта («Женитьба Фигаро», «Дон Жуан» и «Волшебная флейта»).
Совместно с литературоведом Яном Кристофом Хаушильдом Дорн составила антологию «Книга песен Гейне» (нем. Das Heine Liederbuch; 2005) — комментированное собрание текстов и нот песен и романсов, написанных на стихи Генриха Гейне композиторами из пятнадцати стран.
Профессор Высшей школы музыки в Детмольде и Штутгарте, консерватории Кастельфранко-Венето (Италия); даёт мастер-классы в Европе и США.

## Награды и признание
- премия Международного конкурса пианистов им. Ф. Шуберта (Дортмунд, 1991)